# ウマル2世 (ウマイヤ朝)
ウマル・イブン＝アブドゥルアズィーズ（アラビア語:  عمر بن عبد العزيز、Umar ibn Abd al-Aziz、682年11月2日 - 720年1月31日）はウマイヤ朝の第8代カリフ（在位：717年 - 720年）。2代目正統カリフのウマル・イブン＝ハッターブの曾孫。曾祖父と区別するためにウマル2世と呼ばれることが多い。

## 生涯
ウマル2世の時代になるとイスラム帝国はアラブのみならず、小アジア・ペルシア・北アフリカ・イベリア半島にまで広がる一大勢力圏を築き上げていた。
ウマイヤ朝は「コーランか、剣か、貢納か」という言葉に表されるように、他宗教に対しては厳しい差別を条件にその信仰を許容した。イスラム教に改宗しない者であっても人頭税（ジズヤ）を納める事によって財産権と生命権を一定程度保障した。しかし、実際にはアラビア人でない者は、たとえイスラム教に改宗した者であってもジズヤを納め続けなければならなかった。征服した豊かな地域から納入される多額のジズヤは、イスラム軍が版図を広げ、維持するための重要な資金源であったからである。しかし、この頃になると征服地の人々でもイスラム教に改宗する者が多くなり、『コーラン』に書かれた神の前での平等と現実の差異に不満を持つ者が増えてきた。
ウマイヤ朝の首都ダマスクス周辺に住むペルシア人改宗者は、イスラム初期に組み込まれたにも関わらず被征服民（マワーリー）として差別され続けることに特に大きな不満を感じており、人格者として知られたウマル2世はお膝元での空気を無視することが出来なかった。ウマル2世はジズヤを廃止しようとしたと言われるが、在位期間が短かったこともあってほとんど成功しなかった。しかし、イスラムの教えの元での平等を掲げたウマル2世の理想は次代のアッバース朝がウマイヤ朝打倒の際に掲げた大義と同じ物であり、ウマイヤ朝の君主のうちウマル2世の墓だけはアッバース朝の時代になっても暴かれることがなかったという。